# Craveggia
Craveggia (Cravegia in dialetto ossolano) è un comune italiano di 805 abitanti della provincia del Verbano-Cusio-Ossola in Piemonte.
È uno dei borghi più pittoreschi della Val Vigezzo ed è famoso per i suoi innumerevoli camini in pietra che svettano sopra i tetti in beole delle case. In passato gli alti camini erano considerati simbolo di ricchezza delle famiglie borghesi del luogo che facevano a gara per chi ne costruiva di più imponenti e numerosi.
La località Bagni di Craveggia (ormai disabitata) è accessibile per gli automezzi solo dalla Svizzera, attraverso la valle Onsernone, mentre è possibile raggiungerla a piedi passando dal crinale del monte che la sovrasta.

## Origini del nome
Il paese di Craveggia ha origine rurale, come si evince chiaramente dal nome: Cravetia, Capretia, deriva da capra, animale presente anche nello stemma del comune.

## Storia
Nel 1928 viene inglobato nel comune di Craveggia il comune di Vocogno e Prestinone. Nello stesso anno Craveggia, Toceno, Santa Maria Maggiore e Crana e Buttogno vengono fusi nel nuovo comune di Santa Maria Maggiore, solo nel 1947 Craveggia (e anche Toceno) riacquisteranno l'autonomia.

### Simboli
Nello stemma utilizzato dal comune è raffigurata un'aquila coronata di nero in campo d'oro, ed una capra d'argento, assonante con il toponimo, associata al motto latino Bene agendo ne timeas, che si può tradurre con "Agendo bene non devi temere". La parte inferiore dello scudo reca delle bande d'azzurro e d'argento.
Il testo Bibliografia storica degli Stati della monarchia di Savoia  del 1893 riporta la seguente blasonatura:
Il gonfalone è un drappo partito di rosso e di azzurro.

## Monumenti e luoghi d'interesse

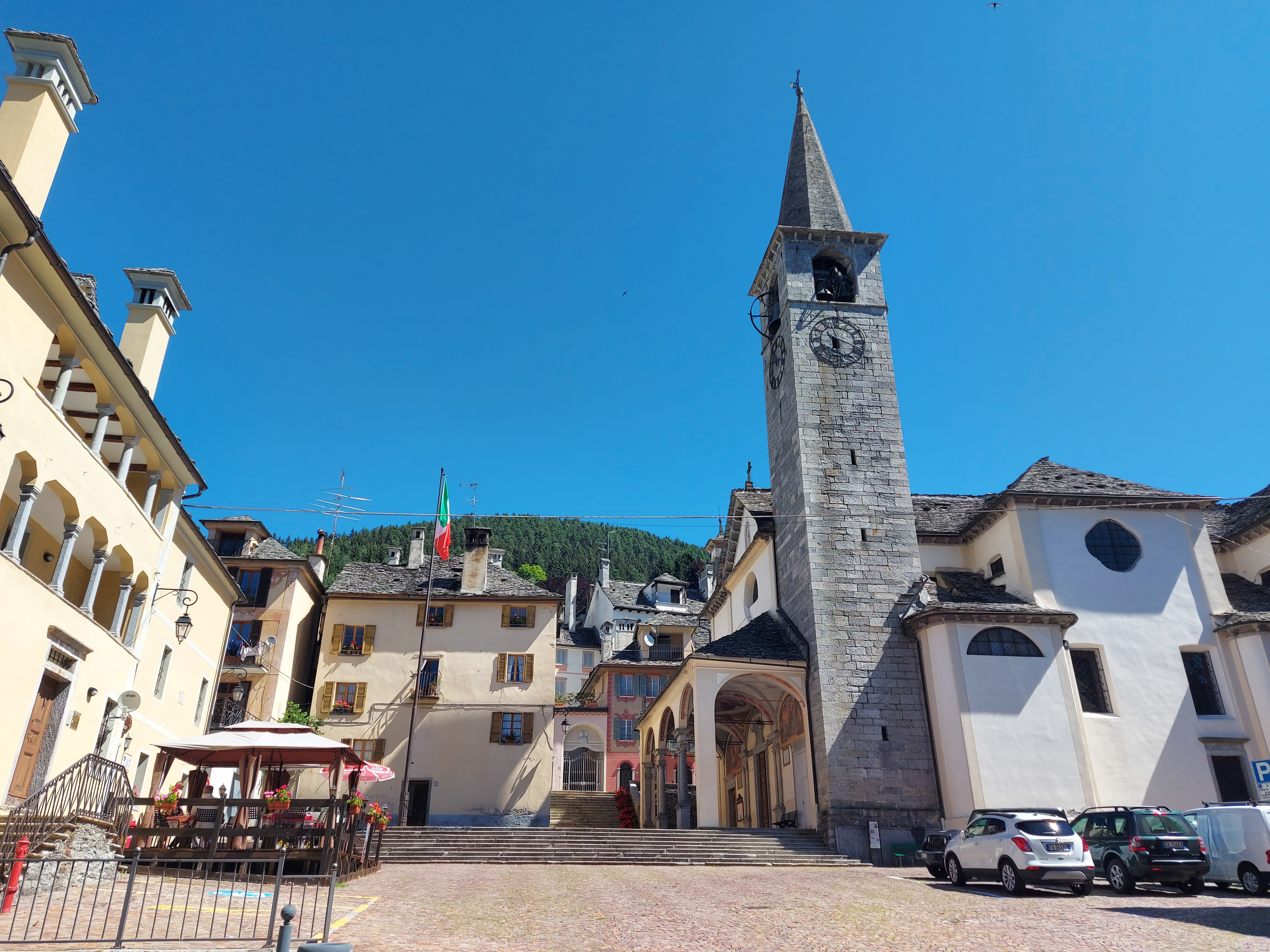
Piazza san Giacomo con la chiesa parrocchiale

### Architetture religiose
- La chiesa parrocchiale, intitolata ai santi Giacomo e Cristoforo, divenne parrocchia indipendente, separandosi da Santa Maria Maggiore, nel XVI secolo. L'attuale struttura barocca dell'edificio risale al XVIII secolo. All'interno si conservano affreschi del pittore locale Giuseppe Mattia Borgnis e una serie di reliquie, paramenti sacri ed arredi religiosi noti come tesoro di Craveggia.[7]
- Battistero: sulla stessa piazza della parrocchiale e dell'oratorio di Santa Marta si affaccia il piccolo battistero ottagonale, in origine la tomba monumentale della famiglia Garbagni visto che proprio in questo luogo si trovava il cimitero.[8]
- Oratorio di Santa Marta: attiguo alla chiesa parrocchiale, fu eretto nel 1752 su un preesistente oratorio risalente al secolo precedente[9]. L'edificio venne costruito su progetto dell'architetto di Craveggia Antonio Ferino che aveva lavorato in Francia. Di pianta ottagonale e sormontato da un'elegante cupola, all'interno un altare di marmo del 1757 e dipinti di Lorenzo Peretti.[10]
- Oratorio dei Santi Antonio Abate e da Padova.[11]
- Oratorio di San Luigi Gonzaga. L'oratorio è stato eletto come luogo del cuore FAI.[12]
- Oratorio del Piaggio: a valle dell'abitato di Craveggia, dedicato alla Natività di Maria Vergine al Piaggio, lo collega al centro abitato una Via Crucis con stazioni decorate dal Borgnis.[13]
- Oratorio della Sacra Famiglia (località Blitz).[14]
- Oratorio di San Rocco, (località Colma di Craveggia).[15]
- Chiesa di Santa Caterina di Alessandria, è posto al limite occidentale della frazione di Vocogno; la parrocchia segue la forma della messa tridentina per tutte le celebrazioni.[16][17].
- Chiesa dei Santi Gottardo e Anna, (Prestinone).[18]

### Architetture civili

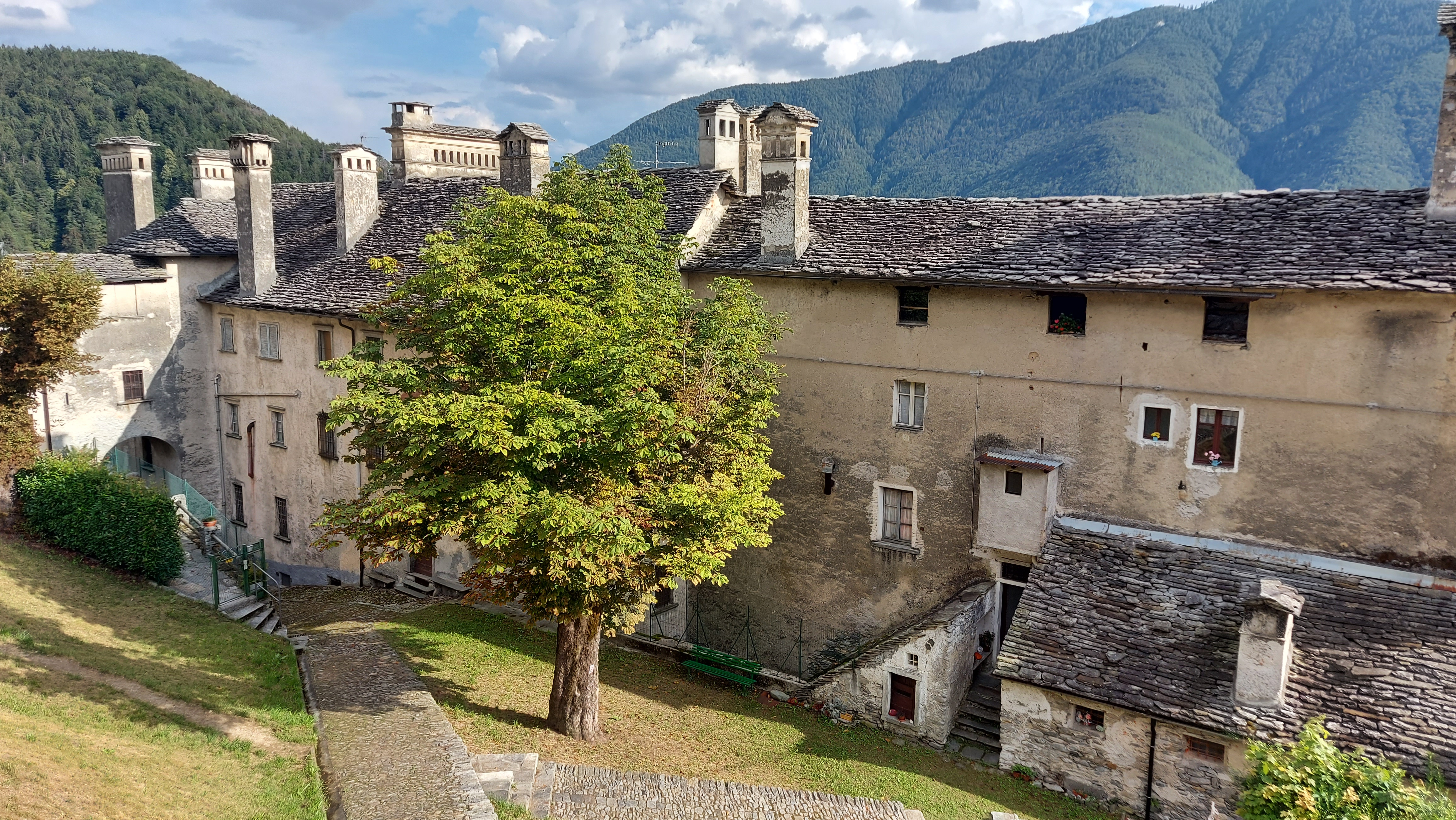
Casa Gubetta, antico edificio del centro storico, XVIII sec.

Caratteristici di Craveggia sono gli edifici signorili delle vie centrali risalenti al XVII e XVIII secolo costruiti da famiglie che hanno raggiunto buoni livelli di benessere in seguito all'emigrazione e poi rientrate nella località di origine. Tipici i tetti in pietra, i numerosi camini delle case antiche ma anche i davanzali realizzati in pietra e lavorati e i balconi con lunghe ringhiere in ferro battuto. Frequenti le decorazioni pittoriche degli edifici.
Di rilievo sono tre ville progettate dall'architetto Giovanni Greppi posizionate a sud dell'abitato: Villa Greppi (1924), Villa Argentina (1924) e Villa Valesi (1926). Greppi aveva un legame molto forte con questo paese e trascorse nella sua villa molti periodi di villeggiatura e vi si trasferì definitivamente durante la Seconda Guerra Mondiale.

### Siti archeologici
In località Colma di Craveggia si trova la maggiore concentrazione di incisioni rupestri della Valle Vigezzo, tra le baite e i sentieri si trovano numerosi massi coppellati, con canaletti e incisioni cruciformi localmente chiamati "sassi dei fulmini".

## Società

### Evoluzione demografica
Abitanti censiti

## Cultura

### Musei
Museo del Tesoro di Craveggia: situato nella sagrestia della chiesa raccoglie paramenti sacri, preziosi oggetti liturgici e quadri raccolti o comprati dalla ricca comunità.

### Scuole
Craveggia dispone di una scuola dell'infanzia e di una scuola primaria.

## Geografia antropica

### Frazioni
A ovest del centro abitato di Craveggia si trovano rispettivamente le frazioni di Vocogno caratterizzata da stretti vicoli e, più a sud, Prestinone, località natale del pittore Carlo Fornara. A Prestinone si trova la stazione a valle della cabinovia che collega la stazione sciistica di Piana di Vigezzo. Sul fondovalle si trova la località Siberia zona di grande passaggio per via della Strada statale 337.

## Infrastrutture e trasporti
Craveggia è raggiungibile con una breve deviazione dalla Strada statale 337 della Val Vigezzo.
Nel territorio comunale è presente la stazione ferroviaria di Prestinone sulla linea Domodossola-Locarno.

## Amministrazione
Di seguito è presentata una tabella relativa alle amministrazioni che si sono succedute in questo comune.
| Periodo        | Periodo        | Primo cittadino | Partito                                             | Carica  | Note   |
| -------------- | -------------- | --------------- | --------------------------------------------------- | ------- | ------ |
| 24 aprile 1995 | 14 giugno 1999 | Pio Provaso     | centro sinistra                                     | Sindaco | [ 24 ] |
| 14 giugno 1999 | 14 giugno 2004 | Angelo Arrigoni | lista civica                                        | Sindaco | [ 24 ] |
| 14 giugno 2004 | 8 giugno 2009  | Angelo Arrigoni | lista civica                                        | Sindaco | [ 24 ] |
| 8 giugno 2009  | 26 maggio 2014 | Paolo Giovanola | lista civica                                        | Sindaco | [ 24 ] |
| 26 maggio 2014 | 26 maggio 2019 | Paolo Giovanola | lista civica - Insieme                              | Sindaco | [ 24 ] |
| 26 maggio 2019 | 10 giugno 2024 | Paolo Giovanola | lista civica - Insieme                              | Sindaco | [ 24 ] |
| 10 giugno 2024 | in carica      | Paolo Giovanola | lista civica - Craveggia Vocogno Prestinone insieme | Sindaco | [ 24 ] |

### Altre informazioni amministrative
Fa parte dell'unione montana di comuni della Valle Vigezzo.